# 셀린과 쥘리 배 타러 가다
《셀린과 쥘리 배 타러 가다: 파리의 유령 여인들(Céline et Julie vont en bateau: Phantom Ladies over Paris)》는 1974년 개봉한 프랑스의 판타지 코미디 영화이다. 자크 리베트가 감독하였으며 쥘리에트 베르토, 도미니크 라부리에, 뷜 오지에, 마리프랑스 피지에 등이 출연하였다. 헨리 제임스의 소설을 중심으로 두고 리베트와 배우들인 베르토, 라부리에, 오지에, 피지에가 자유롭게 시나리오를 작성하면서 제작된 작품으로, 리베트가 감독한 영화들 중 가장 대중적이다고 평가받는다.

## 줄거리
도서관 사서인 쥘리는 어느 날 공원 벤치에서 마술과 관련한 책을 읽다 자신의 물건들을 바닥에 떨어뜨리면서 걸어가는 셀린을 발견한다. 떨어진 물건을 주워서 셀린에게 건네주려는 쥘리는 한참 동안 그녀를 쫓아간 끝에 다음날 카페에 가서야 그녀를 만나 전달할 수 있었다. 이 과정을 통해 쥘리는 셀린과 친분을 쌓게 되고, 셀린은 곧 쥘리의 집에 자주 찾아오게 된다. 셀린은 한 카바레에서 일하는 마술사인데, 실력이 좋아 사장이 그녀에게 해외 공연도 제안한 상황이다. 셀린과 쥘리는 서로의 사회적 역할도 바꿔보는데, 가령 셀린은 쥘리 역할을 하면서 그녀의 옛 연인과 조우하고, 쥘리는 셀린 대신 카바레 무대에 서는 식이다. 그들의 역할 교환은 결국에 부정적인 결과를 낳는다.
쥘리는 셀린에게서 한 유령 들린 집 이야기를 듣는다. 일부러 주소를 알아내 그 집에 들어간 쥘리는 그 안에서 무슨 일이 벌어졌는지 전혀 기억하지 못한 채 집에서 나온다. 그런데 쥘리는 집에서 나오면서 입에 사탕을 물었는데, 그 사탕을 빨면 집 안에서 일어난 일들을 부분적으로나마 알게 된다는 사실을 알게 된다. 이야기를 들은 셀린 역시 유령 들린 집에 들어가 똑같이 사탕을 입에 문 채 밖으로 나온다. 둘은 사탕을 빨면서 둘에게 무슨 일이 벌어졌는지를 유추한다. 사탕이 다 떨어지자 셀린과 쥘리는 쥘리가 근무하던 도서관에 몰래 들어가 마술책을 훔친 후 비법에 따라 기억을 도와주는 묘약을 만든다. 이런 과정을 통해 셀린과 쥘리가 파악한 이야기는 다음과 같다.
어린 소녀 마들린은 어머니를 잃고 홀아비인 올리비에와 어머니의 두 자매인 카미유, 소피, 그리고 그녀를 기르는 유모(유모는 셀린 혹은 쥘리이다)와 한 집에서 산다. 카미유와 소피는 질투심이 강하고 올리비에에게 감정을 품고 있다. 카미유는 정신적으로 위기를 겪고 있으며, 소피는 마들린에게 신경을 많이 쓴다. 마들린의 생일날 카미유와 소피, 유모, 그리고 올리비에가 그녀를 위해 파티를 연다. 마들린은 즐겁게 놀고난 뒤 잠자리에 들어가고 올리비에는 유모에게 대화를 건다. 그런데 소피가 유모에게 큰일이 생겼다면서 소리를 지르고, 유모는 마들린의 방에 들어가 그녀가 죽었다는 사실을 발견한다. 이야기는 여기서 끝난다.
이야기를 매듭지은 셀린과 쥘리는 마들린을 죽음에서 구해내야겠다고 마음먹는다. 둘은 동시에 집에 들어가 상황들을 마음껏 바꿔가면서 기억하던 이야기들을 다른 방향으로 전개시킨다. 그들의 작전은 성공하고 셀린과 쥘리는 마들린의 생일날 그녀를 집 밖으로 구출해 그녀를 살려낸다. 수월하게 일을 마무리한 셀린과 쥘리는 마들린과 함께 강가에서 배를 탄다. 그런데 셋은 건너편 배에 카미유와 소피, 올리비에가 타고 있는 것을 발견한다. 장면이 바뀌고 셀린이 공원 벤치에서 낮잠을 자다 일어난다. 곧 셀린은 자신의 물건들을 바닥에 떨어뜨리면서 걸어가는 쥘리를 발견하고, 이들을 주워 건네주기 위해 쥘리를 쫓아간다.

## 캐스팅
- 쥘리에트 베르토 - 셀린
- 도미니크 라부리에 - 쥘리
- 뷜 오지에 - 카미유
- 마리프랑스 피지에 - 소피
- 바르베 슈뢰더 - 올리비에